# 夏目しおん
夏目 しおん（なつめ しおん、1981年11月3日 - ）は、日本の元AV女優。

## 略歴
- 2002年 - AVデビュー。Gカップの巨乳の持ち主の単体女優。
- 2005年 - 引退

## 作品

### アダルトビデオ
2002年
- ビタミンBust98（12月27日、TMA）

2003年
- 超-巨乳のアングル（5月1日、ワンズファクトリー）
- 爆乳娘（5月1日、マルクス兄弟）
- 爆乳エロリスト（5月3日、ワープエンタテインメント）
- 女子校生[ごっくんスク～ルライフ]（6月5日、ドリームチケット）
- スーパーデカプリン VOL.3 Hカップ爆裂FUCK!!（6月6日、バーチャルウェーブ）
- 乳女優（7月1日、マルクス兄弟）
- ボンテージFUCKER VOL.7（7月8日、バーチャルウェーブ）
- BEST RE-MIX VOL.14（8月7日、バーチャルウェーブ）
- 巨乳奴隷（10月1日、マルクス兄弟）
- トリプル巨乳DX（11月15日、MOODYZ）他出演:山咲萌、水野彩香
- コスプレH 爆乳W悦楽（12月18日、プールクラブ・エンタテイメント）他出演:山咲萌
- 麗しのフェロモン爆乳奴隷しおん中出し奉仕（12月12日、隼エージェンシー）
- 爆乳 Hカップ19歳 夏目しおん SPECIAL（12月15日、実録出版）
- 女子校生マゾヒスト中毒（12月16日、月光）

2004年
- 悪徳AVプロダクション ～タレント志望～（1月16日、月光）
- 高級巨乳ソープ 夏目しおんVS松坂樹梨（6月4日、笠倉出版社）
- 女子校生の部屋 おっぱい好き?（6月16日、GUTS）
- ギン勃ちチ●ポハンターがイク!! 2（7月8日、SODクリエイト）共演:みずなあんり、吉沢ミズキ
- 女子校生 蛇縛の大凶殺（7月8日、アタッカーズ）
- 爆乳高級ソープランドテクニック（7月30日、グラフィティジャパン）共演:朝倉まりあ、相沢奈菜
- おっぱいで窒息（ころ）して（8月6日、アロマ企画）他出演:高井桃、花井ももか、海老原しのぶ

2005年
- 酔縄 Special（8月10日、月光）他出演:宮下真紀、杉森風緒、松坂樹梨

### オリジナルビデオ
- エロビアの泉 人に言えない性のムダ知識（2004年7月22日、TMC）共演:三浦沙耶香、吉沢明歩、川口篤
- 巨乳・痴漢（秘）劇場 / 揉みしだかれた淫乳（2004年10月22日、竹書房）他出演:相田すみれ、眞雪ゆん

### ドキュメント作品
- under girl プライドと本音とAV女優（2006年5月27日、VIVAバサラ）他出演:南波杏、三上翔子、桜このみ[1]